# Zentralamerika- und Karibikspiele 2010/Badminton
Badminton war eine Sportart der in Mayagüez, Puerto Rico, ausgetragenen 21. Zentralamerika- und Karibikspiele. Das Badmintonturnier fand vom 18. bis 23. Juli im Raymond Dalmau Coliseum in Porta del Sol statt.

## Medaillengewinner
| Disziplin    | Gold                                                                    | Silber                                                                         | Bronze                                                                                            |
| ------------ | ----------------------------------------------------------------------- | ------------------------------------------------------------------------------ | ------------------------------------------------------------------------------------------------- |
| Herreneinzel | Kevin Cordón                                                            | Pedro Yang                                                                     | Gareth Henry                                                                                      |
| Herreneinzel | Kevin Cordón                                                            | Pedro Yang                                                                     | Rodolfo Ramírez                                                                                   |
| Dameneinzel  | Victoria Montero                                                        | Cynthia González                                                               | Mariana Ugalde                                                                                    |
| Dameneinzel  | Victoria Montero                                                        | Cynthia González                                                               | Haramara Gaitan                                                                                   |
| Herrendoppel | Kevin Cordón Rodolfo Ramírez                                            | Andrés López Lino Muñoz                                                        | Gareth Henry Garron Palmer                                                                        |
| Herrendoppel | Kevin Cordón Rodolfo Ramírez                                            | Andrés López Lino Muñoz                                                        | Virgil Soeroredjo Mitchel Wongsodikromo                                                           |
| Damendoppel  | Victoria Montero Cynthia González                                       | Jaylene Forrester Keara Gonzalez                                               | Mariana Ugalde Haramara Gaitan                                                                    |
| Damendoppel  | Victoria Montero Cynthia González                                       | Jaylene Forrester Keara Gonzalez                                               | Irytsha Gonzalez Daneysha Santana                                                                 |
| Mixed        | Garron Palmer Alya Lewis                                                | Gareth Henry Kristal Karjohn                                                   | Rodolfo Ramírez \| Nikte Sotomayor                                                                |
| Mixed        | Garron Palmer Alya Lewis                                                | Gareth Henry Kristal Karjohn                                                   | Andrés López Victoria Montero                                                                     |
| Herrenteam   | Guatemala Kevin Cordón Rodolfo Ramírez Jonathan Solís Pedro Yang        | Jamaika Kashif Ramon Bernard Gareth Henry Garron Palmer Charles Pyne           | Mexiko Job Castillo José Luis González Alcantar Andrés López Lino Muñoz Salvador Sánchez Martínez |
| Herrenteam   | Guatemala Kevin Cordón Rodolfo Ramírez Jonathan Solís Pedro Yang        | Jamaika Kashif Ramon Bernard Gareth Henry Garron Palmer Charles Pyne           | Trinidad und Tobago Keston Friday Kerwyn Pantin Rahul Rampersad Anil Seepaul                      |
| Damenteam    | Mexiko Haramara Gaitan Victoria Montero Cynthia González Mariana Ugalde | Puerto Rico Jaylene Forrester Irytsha Gonzalez Keara Gonzalez Daneysha Santana | Guatemala Maria Regina del Valle Maria Natalia Flores Kareen Morales Nikte Sotomayor              |
| Damenteam    | Mexiko Haramara Gaitan Victoria Montero Cynthia González Mariana Ugalde | Puerto Rico Jaylene Forrester Irytsha Gonzalez Keara Gonzalez Daneysha Santana | Dominikanische Republik Orosameli Cabrera Fiordaliza D'Óleo Yomaira Sanchez Berónica Vivieca      |

## Ergebnisse Männer

### Einzel
|  | Halbfinale                         | Halbfinale                         |              |            | Finale                             | Finale                             |
|  |                                    |                                    |              |            |                                    |                                    |
|  | 22. Juli – Raymond Dalmau Coliseum |                                    |              |            |                                    |                                    |
|  | Kevin Cordón                       | 2                                  |              |            |                                    |                                    |
|  | Gareth Henry                       | 0                                  |              |            | 23. Juli – Raymond Dalmau Coliseum | 23. Juli – Raymond Dalmau Coliseum |
|  |                                    |                                    | Kevin Cordón | 2          |                                    |                                    |
|  | 22. Juli – Raymond Dalmau Coliseum | 22. Juli – Raymond Dalmau Coliseum |              | Pedro Yang | 0                                  |                                    |
|  | Rodolfo Ramírez                    | 1                                  |              |            |                                    |                                    |
|  | Pedro Yang                         | 2                                  |              |            |                                    |                                    |
|  |                                    |                                    |              |            |                                    |                                    |

### Doppel
|  | Halbfinale                              | Halbfinale                         |                              |                         | Finale                             | Finale                             |
|  |                                         |                                    |                              |                         |                                    |                                    |
|  | 22. Juli – Raymond Dalmau Coliseum      |                                    |                              |                         |                                    |                                    |
|  | Kevin Cordón Rodolfo Ramírez            | 2                                  |                              |                         |                                    |                                    |
|  | Gareth Henry Garron Palmer              | 0                                  |                              |                         | 22. Juli – Raymond Dalmau Coliseum | 22. Juli – Raymond Dalmau Coliseum |
|  |                                         |                                    | Kevin Cordón Rodolfo Ramírez | 2                       |                                    |                                    |
|  | 22. Juli – Raymond Dalmau Coliseum      | 22. Juli – Raymond Dalmau Coliseum |                              | Andrés López Lino Muñoz | 1                                  |                                    |
|  | Virgil Soeroredjo Mitchel Wongsodikromo | 0                                  |                              |                         |                                    |                                    |
|  | Andrés López Lino Muñoz                 | 2                                  |                              |                         |                                    |                                    |
|  |                                         |                                    |                              |                         |                                    |                                    |

### Mannschaft
|  | Halbfinale                         | Halbfinale                         |           |         | Finale                             | Finale                             |
|  |                                    |                                    |           |         |                                    |                                    |
|  | 19. Juli – Raymond Dalmau Coliseum |                                    |           |         |                                    |                                    |
|  | Guatemala                          | 3                                  |           |         |                                    |                                    |
|  | Mexiko                             | 1                                  |           |         | 19. Juli – Raymond Dalmau Coliseum | 19. Juli – Raymond Dalmau Coliseum |
|  |                                    |                                    | Guatemala | 3       |                                    |                                    |
|  | 19. Juli – Raymond Dalmau Coliseum | 19. Juli – Raymond Dalmau Coliseum |           | Jamaika | 1                                  |                                    |
|  | Jamaika                            | 3                                  |           |         |                                    |                                    |
|  | Trinidad und Tobago                | 1                                  |           |         |                                    |                                    |
|  |                                    |                                    |           |         |                                    |                                    |

## Ergebnisse Damen

### Einzel
|  | Halbfinale                         | Halbfinale                         |                  |                  | Finale                             | Finale                             |
|  |                                    |                                    |                  |                  |                                    |                                    |
|  | 22. Juli – Raymond Dalmau Coliseum |                                    |                  |                  |                                    |                                    |
|  | Mariana Ugalde                     | 1                                  |                  |                  |                                    |                                    |
|  | Cynthia González                   | 2                                  |                  |                  | 23. Juli – Raymond Dalmau Coliseum | 23. Juli – Raymond Dalmau Coliseum |
|  |                                    |                                    | Cynthia González | 0                |                                    |                                    |
|  | 22. Juli – Raymond Dalmau Coliseum | 22. Juli – Raymond Dalmau Coliseum |                  | Victoria Montero | 2                                  |                                    |
|  | Haramara Gaitan                    | 0                                  |                  |                  |                                    |                                    |
|  | Victoria Montero                   | 2                                  |                  |                  |                                    |                                    |
|  |                                    |                                    |                  |                  |                                    |                                    |

### Doppel
|  | Halbfinale                         | Halbfinale                         |                                  |                                   | Finale                             | Finale                             |
|  |                                    |                                    |                                  |                                   |                                    |                                    |
|  | 22. Juli – Raymond Dalmau Coliseum |                                    |                                  |                                   |                                    |                                    |
|  | Jaylene Forrester Keara Gonzalez   | 2                                  |                                  |                                   |                                    |                                    |
|  | Haramara Gaitan Mariana Ugalde     | 0                                  |                                  |                                   | 22. Juli – Raymond Dalmau Coliseum | 22. Juli – Raymond Dalmau Coliseum |
|  |                                    |                                    | Jaylene Forrester Keara Gonzalez | 0                                 |                                    |                                    |
|  | 22. Juli – Raymond Dalmau Coliseum | 22. Juli – Raymond Dalmau Coliseum |                                  | Cynthia González Victoria Montero | 2                                  |                                    |
|  | Irytsha González Daneysha Santana  | 1                                  |                                  |                                   |                                    |                                    |
|  | Cynthia González Victoria Montero  | 2                                  |                                  |                                   |                                    |                                    |
|  |                                    |                                    |                                  |                                   |                                    |                                    |

### Mannschaft
|  | Halbfinale                         | Halbfinale                         |             |        | Finale                             | Finale                             |
|  |                                    |                                    |             |        |                                    |                                    |
|  | 19. Juli – Raymond Dalmau Coliseum |                                    |             |        |                                    |                                    |
|  | Mexiko                             | 3                                  |             |        |                                    |                                    |
|  | Guatemala                          | 0                                  |             |        | 19. Juli – Raymond Dalmau Coliseum | 19. Juli – Raymond Dalmau Coliseum |
|  |                                    |                                    | Puerto Rico | 0      |                                    |                                    |
|  | 19. Juli – Raymond Dalmau Coliseum | 19. Juli – Raymond Dalmau Coliseum |             | Mexiko | 3                                  |                                    |
|  | Puerto Rico                        | 3                                  |             |        |                                    |                                    |
|  | Dominikanische Republik            | 0                                  |             |        |                                    |                                    |
|  |                                    |                                    |             |        |                                    |                                    |

## Mixed
|  | Halbfinale                         | Halbfinale                         |                              |                          | Finale                             | Finale                             |
|  |                                    |                                    |                              |                          |                                    |                                    |
|  | 22. Juli – Raymond Dalmau Coliseum |                                    |                              |                          |                                    |                                    |
|  | Rodolfo Ramírez Nikte Sotomayor    | 1                                  |                              |                          |                                    |                                    |
|  | Gareth Henry Kristal Karjohn       | 2                                  |                              |                          | 23. Juli – Raymond Dalmau Coliseum | 23. Juli – Raymond Dalmau Coliseum |
|  |                                    |                                    | Gareth Henry Kristal Karjohn | 0                        |                                    |                                    |
|  | 22. Juli – Raymond Dalmau Coliseum | 22. Juli – Raymond Dalmau Coliseum |                              | Garron Palmer Alya Lewis | 2                                  |                                    |
|  | Alya Lewis Garron Palmer           | 2                                  |                              |                          |                                    |                                    |
|  | Andrés López Victoria Montero      | 1                                  |                              |                          |                                    |                                    |
|  |                                    |                                    |                              |                          |                                    |                                    |

## Teilnehmer
| Land                    | Herren                                                                                     | Alter       | Damen | Alter       | Starter |
| ----------------------- | ------------------------------------------------------------------------------------------ | ----------- | --- | ----------- | ------- |
| Barbados                | Ryan Holder Andre Padmore Dakeil Thorpe Kevin Wood                                         | 34 28 20 29 | Mariana Eastmond Sabrina Scott Tamisha Williams                                                                     | 27 24 27    | 7       |
| El Salvador             | Gerson Ricardo Diaz Siz José Ernesto Molina Abrego                                         | 23 20       | – | –           | 2       |
| 7                       | Kevin Cordon Rodolfo Ramirez Jonathan Solis Pedro Yang                                     | 23 21 16 33 | Maria Regina del Valle Maria Natalia Flores Kareen Morales Nikte Alejandra Sotomayor                                | 19 16 18 16 | 8       |
| Jamaika                 | Kashif Ramon Bernard Gareth Henry Garron Palmer Charler Pyne                               | 25 18 25 29 | Kristal Karjohn Alya Lewis Christine Denise Leyow Mayne                                                             | 25 30 38    | 7       |
| Mexiko                  | Job Castillo Andrés López Lino Muñoz Salvador Sánchez Martínez                             | 17 18 19 26 | Haramara Gaitan Cynthia Gonzalez Victoria Montero Mariana Ugalde                                                    | 13 18 17    | 8       |
| Puerto Rico             | Fred Hernandez Mendez José Carlos Mercado Lugo Héctor M. Ríos Vera Aleandro Román Solá     | 27 19 15    | Jaylene Forrester Babilonia Keara González Sánchez Irytsha González Daneysha Santana Quiñones                       | 16 18 17 16 | 8       |
| Dominikanische Republik | William Cabrera José Freddy José López del Orbe Nelson Javier Ozuna Alberto Raposo Jiménez | 17 19 25 22 | Orosameli Cabrera José Marys Fiordaliza de Oleo Reyes Yomaira Elizabeth Sánchez Feliz Nieve Berónica Vibieca Aquino | 21 23 25 20 | 8       |
| Suriname                | Dylan Darmohoetomo Irfan Djabar Virgil Soeroredjo Mitchel Wongsodikromo                    | 17 18 25 24 | – | –           | 4       |
| Trinidad und Tobago     | Keston Friday Kerwyn Pantin Rahul Rampersad Anil Seepaul                                   | 20 26 24 34 | Nekeisha Blake Jade Joseph Avril Anna-Marie Plaza                                                                   | 23 17 28    | 7       |